# Киквете, Джакайя
Джакайя Киквете (англ. Jakaya Mrisho Kikwete, род. 7 октября 1950, Мсога, Багамойо, Танганьика,Танзания) — президент Танзании с 21 декабря 2005 по 5 ноября 2015 года. С 31 января 2008 по 2 февраля 2009 года — председатель Африканского союза.

## Биография
Окончил университет Дар-эс-Салама в 1975 г, как экономист. Служил в армии, уйдя в отставку в 1992 г. в чине подполковника.
В 1982 г. Киквете был избран в Национальный исполнительный комитет единственной тогда партии Чама Ча Мапиндузи, в 1997 г. — в центральный комитет. Киквете занимал посты в местных партийных организациях в Занзибаре и континентальных провинциях.
7 ноября 1988 г. назначен депутатом парламента и заместителем министра энергетики и полезных ископаемых, в 1990 г.— министром водных и энергетических ресурсов и полезных ископаемых.
С 1994 г. — министр финансов, разработал твёрдый госбюджет.
В 1995 г. его кандидатура рассматривалась как замена действующему президенту Али Хасану Мвиньи, но Джулиус Ньерере предпочёл выставить вторым кандидатом на первых многопартийных президентских выборах Бенджамина Мкапу, который победил.
В декабре 1995 г. Киквете был назначен министром иностранных дел и международного сотрудничества. На этом посту он многое сделал для достижения мира в Бурунди и ДР Конго, а также для интеграции между Кенией, Угандой и Танзанией. В 2005 г. Киквете был выставлен новым кандидатом в президенты от Чама Ча Мапиндузи и победил. После избрания заявил о преемственности курса Мкапы на рыночную экономику и борьбу с коррупцией. Он также подчеркнул, что его деятельность на посту президента будет выражать политику правящей партии.
В 2007 году администрацию Киквете потряс коррупционный скандал, связанный с приватизацией шахт Мкапой в бытность его президентом. Скандал инициировали оппозиционные партии через СМИ, хотя правящая ЧЧМ пыталась его замять. Разгоревшийся политический кризис привел к отставке премьер-министра Ловассы, который стал видным оппозиционным политиком.
Переизбран на выборах 31 октября 2010 года, с гораздо более скромным результатом 61%, вместо 80% в 2005.
В качестве президента он активно развивает строительство школ и университета в Додоме, получая гранты от международного сообщества. Существенно выросла доля получающих образование (средний срок школьного обучения увеличился более, чем на 3 года). Младенческая смертность снизилась с 68 на 1000 рождений в 2005 году до 41 на 1000 рождений в 2012 году. Кроме того, он объявил всеобщее тестирование населения на наличие СПИДа, сам протестировавшись первым.
Были предприняты серьёзные усилия для эмансипации женщин: предоставлялись целевые кредиты для бизнеса, оказана законодательная поддержка прав женщин. Сам президент старался ввести больше женщин в органы власти.
Рост ВВП в последние годы правления Киквете составил 7% - один из лучших показателей в Африке. Вместе с тем, отраслевое развитие неравномерно, и в сельском хозяйстве, где занято 70% работающего населения, рост составил только около 4%.
Киквете активно занимался развитием инфраструктуры, было построено много дорог, мостов и паромных переправ, в том числе завершен «мост Единства» через реку Рувума, соединяющий Танзанию и Мозамбик (строительство началось ещё в начале 1980-х, но позже было заморожено из-за нехватки средств).
В качестве председателя АС Киквете удалось разрешить политический кризис в Кении между президентом Мваи Кибаки и лидером оппозиции Раилой Одингой.